# Art Coulter
Arthur Edmund „Art“ Coulter (* 31. Mai 1909 in Winnipeg, Manitoba; † 14. Oktober 2000) war ein kanadischer Eishockeyspieler, der in seiner aktiven Zeit von 1924 bis 1944 unter anderem für die Chicago Black Hawks und New York Rangers in der National Hockey League gespielt hat.

## Karriere
Art Coulter begann seine Karriere als Eishockeyspieler in seiner Heimatstadt, in der er von 1924 bis 1927 für die Amateurmannschaft Winnipeg Pilgrims aktiv war. Nach zweijähriger Auszeit spielte er von 1929 bis 1932 für die Philadelphia Arrows in der Profiliga Canadian-American Hockey League. Anschließend erhielt der Verteidiger einen Vertrag bei den Chicago Black Hawks aus der National Hockey League. Sein größter Erfolg mit den Black Hawks war der Gewinn des Stanley Cups in der Saison 1933/34. Im Laufe der Saison 1935/36 wurde er von seiner Mannschaft zu den New York Rangers transferiert, mit denen er in der Saison 1939/40 ebenfalls den Stanley Cup gewann. Auch er selbst war in seiner Zeit in der NHL erfolgreich und wurde in den Jahren 1935, 1938, 1939 und 1940 jeweils in das zweite All-Star Team der NHL gewählt. Im Anschluss an die Saison 1941/42 verließ der Kanadier die New York Rangers, um während des Zweiten Weltkriegs in der Armee seines Heimatlandes zu dienen. Während seiner Zeit beim Militär spielte er noch zwei Jahre lang für die Coast Guard Clippers, ehe er seine Karriere im Alter von 35 Jahren beendete. 
Im Jahr 1974 wurde Coulter mit der Aufnahme in die Hockey Hall of Fame geehrt. Zudem wurde er als honoured Member in die Manitoba Hockey Hall of Fame aufgenommen. 

## Erfolge und Auszeichnungen
- 1934 Stanley-Cup-Gewinn mit den Chicago Black Hawks
- 1935 NHL Second All-Star Team
- 1938 NHL Second All-Star Team
- 1939 NHL Second All-Star Team
- 1940 Stanley-Cup-Gewinn mit den New York Rangers
- 1940 NHL Second All-Star Team
- 1974 Aufnahme in die Hockey Hall of Fame